# Własicha
Własicha (ros. Влaсиха) – osiedle typu miejskiego w Rosji, w obwodzie moskiewskim. W 2020 roku liczyło 26 907 mieszkańców.